# Вергунська волость
Вергунська волость — колишня адміністративно-територіальна одиниця Слов'яносербського повіту Катеринославської губернії.
Станом на 1886 рік складалася з 2 поселень, 2 сільських громад. Населення — 3039 осіб (1613 чоловічої статі та 1426 — жіночої), 523 дворових господарства.
|                    | Площа, десятин | У тому числі орної, дес. |
| ------------------ | -------------- | ------------------------ |
| Сільських громад   | 14450          | 6565                     |
| Казенної власності | 3855           | 1830                     |
| Іншої власності    | 38             | 38                       |
| Загалом            | 11922          | 8190                     |

Найбільше поселення волості:
- Вергунка — колишнє державне село при річці Лугань за 37 верст від повітового міста, 2703 осіб, 467 дворів, 2 православні церкви, 2 лавки.